# كارلتون موريس
كارلتون موريس (بالإنجليزية: Carlton Morris)‏ (16 ديسمبر 1995 كامبريدج المملكة المتحدة - ) هو لاعب كرة قدم بريطاني يلعب كمهاجم.

## روابط خارجية
- كارلتون موريس على موقع الاتحاد الأوربي (الإنجليزية)
- كارلتون موريس على موقع قاعدة بيانات كرة القدم.إي يو (الإنجليزية)
- كارلتون موريس على موقع Soccerbase.com (لاعب) (الإنجليزية)
- كارلتون موريس على موقع Soccerway.com (الإنجليزية)
- كارلتون موريس على موقع عالم كرة القدم.نت (الإنجليزية)